# Zonsverduistering van 2 juni 2095

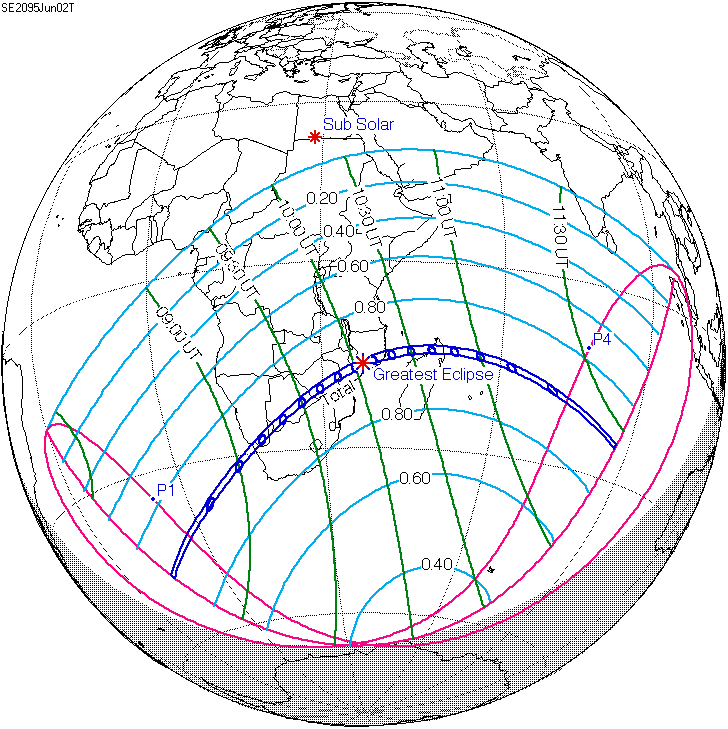
De zonsverduistering is de zien tussen de blauwe lijnen.

De totale zonsverduistering van 2 juni 2095 trekt veel over zee, maar is op land zichtbaar vanuit deze zeven landen: Zuid-Afrika, Namibië, Botswana, Zimbabwe, Mozambique, Malawi en Madagaskar. 

## Lengte

### Maximum
Het punt met maximale totaliteit ligt in Mozambique, vlak bij de plaats Mocuba, en duurt 3m18,4s.

### Limieten
| Fenomeen                    | Code | Tijdstip UTC |
| --------------------------- | ---- | ------------ |
| Eerste contact bijschaduw   | P1   | 07:34:50.9   |
| Eerste contact kernschaduw  | U1   | 08:41:58.2   |
| Kernschaduw compleet vanaf  | U2   | 08:43:29.1   |
| Bijschaduw compleet vanaf   | P2   | Niet         |
| Maximum eclips              | GE   | 10:04:47.8   |
| Bijschaduw compleet t/m     | P3   | Niet         |
| Kernschaduw compleet t/m    | U3   | 11:26:19.9   |
| Laatste contact kernschaduw | U4   | 11:27:45.7   |
| Laatste contact bijschaduw  | P4   | 12:34:56.5   |